# 万宝山事件

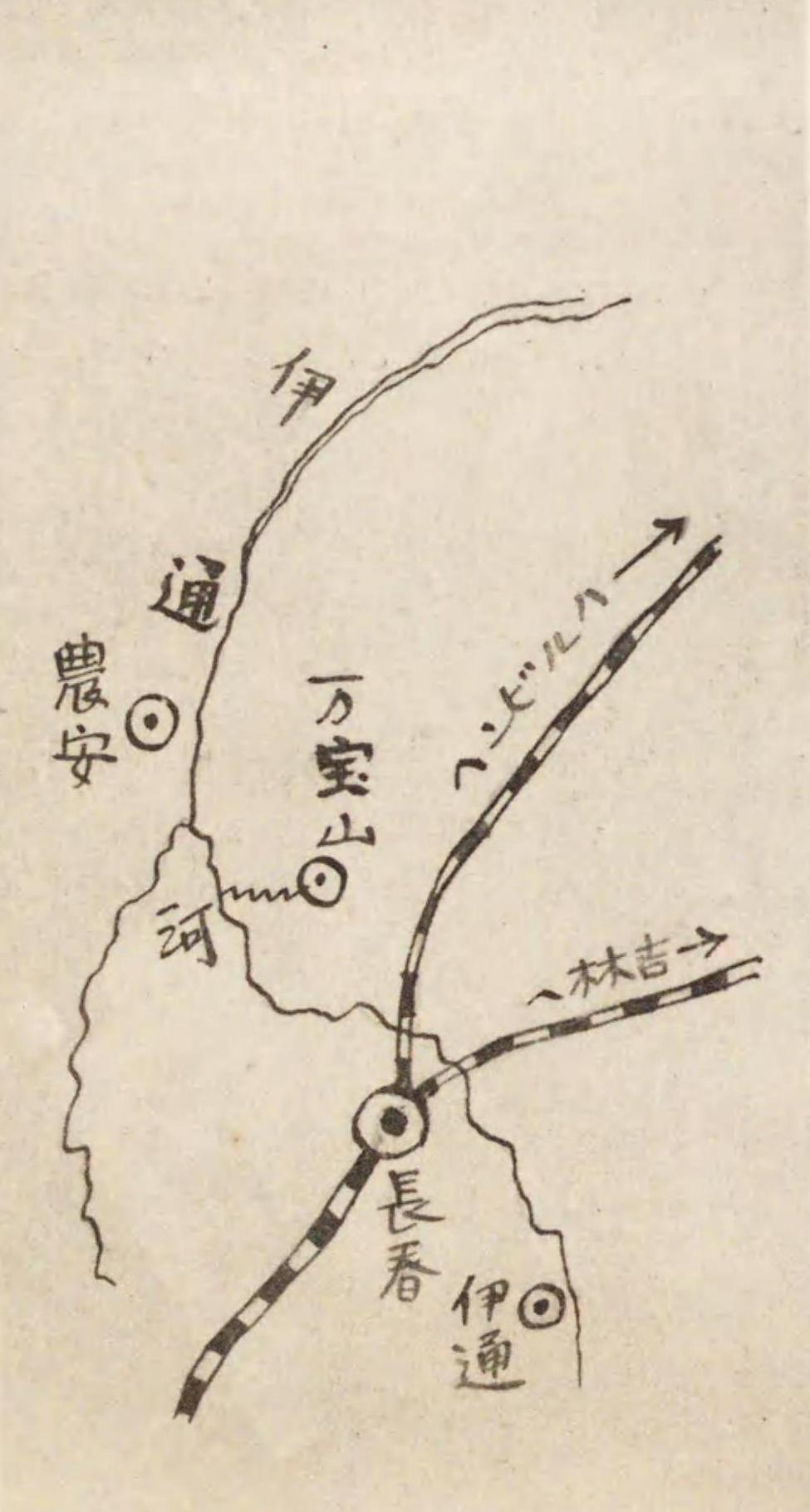
万宝山付近の地図

万宝山事件（まんぽうざんじけん）とは、1931年（昭和6年）7月2日に中国の長春北西に位置する万宝山で起こった、入植中の朝鮮人とそれに反発する現地中国人農民との水路に関する小競り合いが中国の警察を動かし、それに対抗して動いた日本の警察と中国人農民が衝突した事件。死者なく収まったが、この事件をきっかけに朝鮮半島で中国人への感情が悪化して排斥運動が起こり、朝鮮人による中国人襲撃事件が起こり、多くの死者重軽傷者がでた。事件に続けて起きた朝鮮排華事件を包含して万宝山事件と呼称されることもある。中村大尉事件とともに、関東軍による満洲問題の武力解決の口実にも使われ、後の満洲事変につながった。

## 概要
満洲の権益を持っていた日本政府は、1930年5月の間島共産党暴動で追われた朝鮮人200人を万宝山に入植させた。朝鮮の親日派団体である朝鮮人居留民会の関係者らが多数の中国人地主らと租借･売買契約を結び、朝鮮人は早速水路を引く 工事を始めたが、地主の了解を取っていなかった。中には、もともと地主との租借や売買等の契約が未だ締結されていないもの、当局の認可をとる必要がありながらそれを得ていないものもあったという。そのため、地主の要請で中国の警察は朝鮮人を10人逮捕して工事の中止を求めた。これに対して日本の長春領事館は警官を送り、朝鮮人側の後押しに動いた。
1931年7月2日に現地中国人農民数百名が工事中止を求めて銃を持って実力行使に出たため、武装した日本の警官50人が対峙したが、中国警察の呼びかけでその場は収まった。その後、日本の警察や朝鮮人居留民会は農期が迫っている事を理由として、工事を強行させ、7月11日に水路は完成した。

### 朝鮮人による報復
朝鮮語の大手新聞であった「朝鮮日報」は“2日の衝突で多数の朝鮮人が亡くなった”と報じたが、この記事をきっかけに朝鮮半島での中国人への感情は悪化し、主に都市部で中国人排斥運動が起こった（朝鮮排華事件参照）。朝鮮半島のみならず、日本でも在日朝鮮人が在日中国人を襲撃する事件が相次ぎ、この排斥運動による中国人の死者は109人、負傷者は160人であった。運動のきっかけとなった記事を書いた朝鮮日報満洲長春支局長金利三（本名:金永錫）は14日の朝鮮日報に、「中国語が出来ず、日本各機関の宣伝史料に基づいて記事を書いたが誤報だった」とする謝罪文を掲載、さらに、｢（朝鮮人、中国人を分断する目的で）日本人、親日朝鮮人による事件を誘発するための陰謀である」としたが、翌日同じ朝鮮人によって銃で殺害された。金殺害の犯人である朴昌廈は中国警察に逮捕された。『華北日報』によれば、金利三を射殺した朴昌廈は巡捕（日本軍憲兵等の補助員、ここでは領事館警察の補助員の意か？）で、金利三が陰謀を暴露したため、日本側の怒りをかって暗殺されたとし、日本政府は中国政府に朴昌廈の引渡しを要求したとする。その後のことは、この2か月後に満洲事変が始まったこともあって判然としないが、同一人物かどうかは不明であるものの、1936年朴昌廈なる男が部長（領事館警察？）として満洲里に着任したとする記録があるという。朴昌廈個人の単独犯行か、真相は今日なお不明という。

## メモ
- 中国人地主郝永徳が、現地朝鮮人会の斡旋により、朝鮮人に荒地500天地を10年間（1931年＜民国20年＞陰暦3月から1941年＜民国30年＞陰暦3月まで）貸与する契約を長春県長の承認を得て締結した[6]。
- 契約を結んだ朝鮮人が、取水口から20里にわたる用水路を作り始めた。用水路は貸与契約外の土地を通り、中国農民の既存農地を分断するものであり、地主の諒解を得ていなかった[7][8]。
- 5月25日、中国公安局巡警に水路開墾中の朝鮮人監督が拘禁され、殴打された朝鮮人農民に重傷者が出たとする連絡が駐長春日本領事館に入る[9]。
- 5月26日、日本領事館から職員と領事館警察が派遣され調査が行われ、中国官憲によって中国人地主が拘禁され朝鮮人を退去させるよう策動していることが発覚[9]。
- 日中間の話し合いでは、中国側は所有権の侵害、水路開設に伴なう農地分断や浸水の被害等を主張し、水路の撤廃を要求。日本側は所有権侵害は朝鮮農民は地主の諒解を得ているものと考えていて故意ではないとし、農地分断に対しては橋梁の設置や十分な地代を払うので多少の不便は致し方なし、浸水についても被害地は僅少であり補填するとし、すでに工事が進んでいるため、地代等の補償はするので、そのまま認めるべきと主張して纏まらなかった[8]。
- 7月1日、中国人農民約400人によって水路破壊作業が始められたので、現地に派遣された日本警察によって朝鮮人に絶対無抵抗とするよう指示がなされた[10]。
- 7月2日、長銃20丁拳銃10丁を携行した中国人暴民約500人（1000余人とも）によって水路埋没作業が始められたので、日本騎馬警官3名が急派され、中川警部より警察官増派要請がなされたため、さらに10名が派遣された[11][12]。午前8時頃に衝突が発生し暴民が発砲したため警察官も発砲したが、双方に死傷者が出ることはなく、午前10時には暴民は引き揚げた[12]。その間、現地に到着した中国巡警7名も事態を鎮めようとしたが、暴民の暴行を受けた[11]。
- 中華民国資料 死者0。
- 7月5日 朝鮮平壌在住中国人が数千人の朝鮮人に襲われ、中国人死者88名、重軽傷者102名。[13] リットン調査団は127人の中国人が殺害されたとしている。[3]
- 7月12日 朝鮮日報長春支局記者金利三が3人の朝鮮人に連行され暴行を受け、日本人の唆しを受け万宝山事件の虚報を流したとする文面に署名捺印させられる[14]。
- 7月14日 吉長日報に金利三が署名捺印させられた文面が掲載される[14]。
- 7月15日 金利三が12日の連行実行犯の一人に射殺される[14]。
- その後、破壊水路の復旧工事は何の妨害もなく進捗し、7月11日に完成して通水され、堰堤手直し工事も進められた。田代重徳領事は「鮮農50余名は歓喜して万歳を連呼し"我等は永久にこの地を死守すべし"と絶叫するものあり」と報告した[15]。

## その後
その後も在満朝鮮人は襲撃を受けるようになり、一斉に満洲鉄道沿線に避難した。その後、秩序の回復に伴って戻っていったが完全には回復せず、北満の水害もあって、多くの避難民が残ることになった。1932年に上海天長節爆弾事件が発生すると、中国人の朝鮮人に対する悪感情は好転し、両者の蟠りは解消した。

### 避難民概数
1932年（昭和7年）11月の朝鮮総督府派遣員推定によるもの。
| 地域          | 避難民概数 |
| ------------- | ---------- |
| 哈爾浜 (水害) | 4,000      |
| 哈爾浜 (匪害) | 2,000      |
| 鉄嶺 (匪害)   | 600        |
| 開原 (匪害)   | 1,200      |
| 四平街 (匪害) | 800        |
| 新京 (匪害)   | 800        |
| 安東 (匪害)   | 1,600      |
| 吉林 (匪害)   | 2,200      |
| 盤石 (匪害)   | 1,200      |
| 蛟河 (匪害)   | 1,300      |
| 敦化 (匪害)   | 1,500      |
| 奉天 (匪害)   | 4,000      |
| 撫順 (匪害)   | 3,000      |
| 山城鎮 (匪害) | 9,000      |